# Yeltzin Erique
Yeltzin Hernán Erique Villigua (Santa Ana, 27 marzo 2003) è un calciatore ecuadoriano, difensore dell'LDU Quito.

## Caratteristiche tecniche
È un terzino sinistro.

## Carriera

### Club
È cresciuto nel settore giovanile dell'LDU Quito, dove ha debuttato il 3 dicembre 2023 nell'incontro di Serie A vinto 3-1 contro il Mushuc Runa. Nel marzo del 2024 è stato ceduto in prestito all'Orense dove ha giocato una stagione da titolare in massima divisione. A fine anno è rientrato a Quito ed è stato confermato in rosa.

### Nazionale
Nel 2023 ha partecipato con l'Ecuador Under-20 al campionato sudamericano ed al campionato mondiale di categoria.

## Statistiche

### Presenze e reti nei club
Statistiche aggiornate al 17 marzo 2025.
| Stagione        | Squadra         | Campionato      | Campionato | Campionato | Coppe nazionali | Coppe nazionali | Coppe nazionali | Coppe continentali | Coppe continentali | Coppe continentali | Altre coppe | Altre coppe | Altre coppe | Totale | Totale | Totale |
| Stagione        | Squadra         | Comp            | Pres       | Reti       | Comp            | Pres            | Reti            | Comp               | Pres               | Reti               | Comp        | Pres        | Reti        | Pres   | Reti   |        |
| --------------- | --------------- | --------------- | ---------- | ---------- | --------------- | --------------- | --------------- | ------------------ | ------------------ | ------------------ | ----------- | ----------- | ----------- | ------ | ------ | ------ |
| 2023            | LDU Quito       | A               | 1          | 0          | -               | -               | -               | CS                 | 0                  | 0                  | -           | -           | -           | 1      | 0      |        |
| 2024            | Orense          | A               | 22         | 0          | -               | -               | -               | -                  | -                  | -                  | -           | -           | -           | 22     | 0      |        |
| 2025            | LDU Quito       | A               | 2          | 0          | -               | -               | -               | CL                 | 0                  | 0                  | SE          | 0           | 0           | 2      | 0      |        |
| Totale carriera | Totale carriera | Totale carriera | 25         | 0          |                 | 0               | 0               |                    | 0                  | 0                  |             | 0           | 0           | 25     | 0      |        |

## Palmarès

### Club

#### Competizioni nazionali
- Campionato ecuadoriano: 1

LDU Quito: 2023
- Supercoppa ecuadoriana: 1

LDU Quito: 2025